# Walckenaeria keikoae
Walckenaeria keikoae är en spindelart som beskrevs av Saito 1988. Walckenaeria keikoae ingår i släktet Walckenaeria och familjen täckvävarspindlar. Inga underarter finns listade i Catalogue of Life.